# Brookston (Indiana)
Pour les articles homonymes, voir Brookston.
Brookston est une municipalité américaine située dans le comté de White en Indiana.
Lors du recensement de 2010, sa population est de 1 554 habitants. La municipalité s'étend alors sur une superficie de 0,66 mille carré (1,71 km2).
La localité est fondée en 1853 lors de l'arrivée du New Albany and Salem Railroad au centre du township de Prairie (en). Le bureau de poste de Prairie Ridge prend alors le nom de Brookston, en l'honneur du président du chemin de fer James Brooks.